# Phil Baroni
Phil Baroni (Long Island, 16 de abril de 1976) é um lutador americano de artes marciais mistas, que atualmente luta no Peso Meio Médio, mas já lutou no Peso Médio. Baroni é mais conhecido pela sua passagem no UFC, onde ele teve o recorde de 3–7. Ele também lutou no Pride FC, Strikeforce, Cage Rage, Dream, EliteXC, ONE FC, PFC e Titan FC. Baroni desenvolveu sua reputação por sua habilidade do boxe e pode de nocaute com 10 das suas 15 vitórias da carreira sendo por nocaute, embora ele também possua um background no wrestling também. Ele treina na American Kickboxing Academy, onde ele é destaque no programa de televisão Fight Factory na NuvoTV. Baroni também é conhecido por sua rivalidade com Matt Lindland, Ikuhisa Minowa, e mais tarde Evan Tanner.

## Background
Baroni cresceu em Massapequa Park em Long Island, New York, frequentando a Massapequa High School onde ele era da equipe de wrestling, mas expulso quando ele estava no último ano por agredir o zelador da escola, apenas uma semana antes do Campeonato Estadual de Wrestling, em que era ranqueado em primeiro. Baroni frequentou a Nassau Community College e se tornou duas vezes All-American lá, ficando em quinto e segundo lugar no país. Baroni então frequentou a Hofstra University antes de se transferir para a Central Michigan University, onde ele fez biologia e psicologia, e se formou em psicologia. Ele também era um fisiculturista amador quando tinha 17 a 20 anos, competindo em seis shows, que ele se ficou em primeiro ou segundo. Ele treinou kickboxing com Keith Trimble, e fez sete lutas, ganhando todas por nocaute. Ele também competiu em 10 lutas amadoras de boxe, também vencendo as 10 por nocaute.

## Carreira no MMA

### Ultimate Fighting Championship
Baroni estreou no UFC em sua segunda luta profissional, no UFC 30 em Atlantic City, New Jersey. A luta foi contra o também striker Curtis Stout, e Baroni venceu por decisão unânime. Baroni estava invicto com 3-0 antes de conseguir sua segunda luta pelo UFC no UFC 34 contra Matt Lindland, com quem Baroni iria desenvolver uma rivalidade depois na carreira. Baroni perdeu a luta por decisão, e teve sua primeira derrota profissional. No entanto, Baroni rapidamente fez seu nome no UFC com impressionantes vitórias por interrupção. Sua vitória mais significativa foi por nocaute sobre o ex-Campeão Peso Médio do UFC Dave Menne em 27 de Setembro de 2002. Baroni famosamente pulou no topo do cage e se proclamou o "melhor eva" após nocautear Menne.
Baroni então fez a revanche contra Matt Lindland a quem ele havia perdido por decisão. Na revanche, Baroni sofreu uma segunda derrota para Lindland por outra decisão. Ele foi então colocado para enfrentar o companheiro de equipe de Matt Lindland, futuro Campeão Peso Médio do UFC, Evan Tanner no UFC 45. Baroni dominou o começo da luta contra Tanner, mas quando a luta foi interrmopida para analisar um corte de Tanner, Tanner recuperou sua compostura e a situação mudou, levando o árbitro a interromper a luta devido a Baroni tomar severos socos no chão sem defesa. Essa decisão foi controversa já que o árbitro Larry Landless havia perguntado a Baroni se ele queria desistir. Baroni disse que acreditava que ele havia perguntado se ele queria continuar, e disse "sim". Landless interrompeu a luta, e foi atingido pelo furioso Baroni. Baroni foi posteriormente suspendido por 4 meses por golpear uma autoridade. Após seu retorno, Baroni fez uma revanche com Tanner no UFC 48, mas perdeu por decisão.
Apesar de perder três lutas seguidas, o UFC colocou Baroni para enfrentar o até então desconhecido Pete Sell. Após treinar com Enson Inoue, Baroni dominou a luta cedo com inúmeras quedas e uma trocação dominante, no entanto, Sell encaixou uma guilhotina e Baroni aparentemente perdeu a consciência, mas então desistiu da luta pela primeira vez em sua carreira assim encerrando a luta.

### Pride
Baroni se juntou a Hammer House logo após e assinou com a promoção japonesa Pride Fighting Championships com severas vitórias por nocaute sobre Ikuhisa Minowa, Ryo Chonan e Yuki Kondo. Em 4 de Junho de 2006, Baroni foi sumariamente derrotado por Ikuhisa Minowa, a quem ele havia desenvolvido uma rivalidade, por decisão unânime no GP de Meio Médios do Bushido em 2005.
Em 21 de Outubro de 2006 Baroni conseguiu uma vitória sobre o boxer Yosuke Nishijima por kimura no primeiro round no Pride 32, o primeiro show americano do Pride. Na entrevista pós-luta Baroni humoristicamente admitiu que ele não conhecia o nome da finalização que havia aplicado e apenas viu na televisão dias antes da luta.

### Rixa com Frank Shamrock
Frank Shamrock e Baroni iniciaram uma guerra de provocações após a luta de Shamrock com Renzo Gracie. Os dois se enfrentaram no Strikeforce: Shamrock vs. Baroni, uma co-promoção entre EliteXC e Strikeforce em 22 de Junho de 2007 no pay-per-view. Shamrock derrotou Baroni, derrubando-o com socos no primeiro round e o finalizado com um mata leão no segundo round. Foi denominada como vitória por finalização técnica de Shamrock já que Baroni ficou inconsciente em vez de bater. Baroni afirmou diversas vezes que de jeito nenhum ele iria bater.

### Uso de esteroides
Depois da luta com Shamrock, a Comissão Atlética do Estado da Califórnia anunciou que Baroni havia testado positivo para dois tipos de esteroides anabolizantes, boldenona e estanozolol. Baroni recorreu a multa de $2500 e enfrentou uma suspensão de um ano. Em última, a multa foi confirmada, embora a suspensão foi reduzida para seis meses.
Baroni pediu que a urina restante do teste realizado pela Quest fosse mandado para a Carlson Company, um laboratório localizado em Colorado Springs, Colorado. Enquanto ele não apareceu entre as 40 instalações recomendadas pela CSAC, Carlson apelou ao lutador como um laboratório que testa para DNA e esteroides.
Não foi o suficiente de uma amostra para o laboratório para determinar a identidade de seu proprietário, embora Carlson aparentemente, tinha o suficiente para determinar a amostra que receberam da Quest não continha boldenona ou estanozolol.

### ICON Sport
Baroni enfrentou o havaiano Kala Hose em 15 de Março de 2008 pelo Título Peso Médio Vago do ICON Sport. O ex-campeão Robbie Lawler foi destituído do título devido a ser incapaz de defender em inúmeras ocasiões. Enquanto Baroni estava forte no começo do primeiro round da luta, sua estamina começou a desaparecer e Hose começou a dominar a luta. Hose derrotou Baroni por nocaute técnico no começo do quinto round para se tornar o novo Campeão Peso Médio do ICON Sport.

### EliteXC
Baroni lutou contra Joey Villasenor no primeiro evento de MMA transmitido pela CBS. No começo da luta Baroni parecia realmente ativo e pegou um chute na cabeça de Villasenor, levando-o para o chão, onde Baroni soltou alguns socos na guarda. Baroni então deixou Villasenor se levantar, Baroni então foi golpeado algumas vezes e caiu em uma guilhotina. Villasenor então soltou o estrangulamento e começou a disparar golpes sem resposta que atordoaram Baroni, levando o árbitro a interromper a luta aos 1:11 do round de abertura. Essa foi a segunda derrota de Baroni por nocaute técnico em seguida.

### Cage Rage
Baroni fez sua estréia no Cage Rage e no Peso Meio Médio no Cage Rage 27 em 12 de Julho de 2008, contra o britânico Scott Jansen. Ele começou a luta com uma sólida queda, e ficou perto de finalizar a luta com uma apertada chave de braço que ele pareceu hiper-estender o braço de Jansen. Após o juiz colocar a luta em pé novamente, os dois lutadores trocaram, Baroni acertou um soco de direita no corpo, seguido de uma direita que acertou o queixo de Jansen. Jansen caiu fortemente, batendo com a cabeça no chão.
Depois, Baroni foi checar Jansen e foi pego de surpresa pelo irmão do lutador no que estava no córner dele. Segurando suas mãos para dar uma cabeçada, Baroni manteve a calma e não o respondeu.

### Strikeforce
Em sua segunda aparição na promoção, ele perdeu para Joe Riggs no Strikeforce: Lawler vs. Shields em 6 de Junho de 2009 em St. Louis, Missouri no Scottrade Center.

### Retorno ao UFC
No fim de 2009 Baroni retornou mais uma vez ao UFC.
Ele assinou um contrato de diversas lutas & seu retornou foi no UFC 106 em 21 de Novembro de 2009 contra o vencedor do TUF 7 Amir Sadollah. Sadollah derrotou Baroni por decisão unânime.

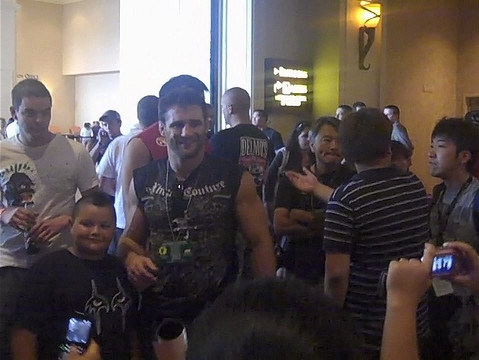

Após a derrota por decisão para Sadollah, Phil Baroni passou 2 meses em Phuket, Tailândia aprendendo Muay Thai na Tiger Muay Thai (TMT) com o lendário treinador Kru Yod. Ele praticou chutes, joelhadas e cotoveladas para melhorar seu jogo de trocação. Ele também celebrou seu 34° aniversário em Phuket. Os membros da TMT postaram vídeos dos treinos de Baroni, mostrando como os treinos haviam melhorado o jogo em pé de Baroni, e trabalhar com nutricionista/treinador força & condicionamento trouxe Baroni de volta incrivelmente a sua boa forma em apenas dois meses.
Baroni disse que tinha intenções de voltar ao Peso Médio.
Baroni era esperado para enfrentar John Salter em 28 de Agosto de 2010 no UFC 118, porém ele foi forçado a se retirar do card com uma lesão.
Baroni em seguida enfrentou o participante do TUF 11, Brad Tavares no UFC 125. Após derrubar Tavares com um cruzado de esquerda no começo, Baroni foi acertado com um chute na cabeça no final do round com Tavares eventualmente garantindo a vitória por nocaute técnico. Na entrevista pós-luta com Ariel Helwani, Baroni disse que ele esperava ser cortado do UFC, mas se recusava a desistir. Baroni foi posteriormente demitido.
Ele tem o recorde de 3–7 no UFC.

### Pós UFC
Após sua demissão do UFC, menos de duas semanas depos, Baroni assinou um contrato com o Titan Fighting Championships. Ele lutou no Titan Fighting Championships 17 contra Nick Nolte. Ele venceu a luta por decisão unânime.
Baroni retornou da sua cirurgia no ombro contra o favorito local Chris Holland em 2 de Junho de 2012 no Ring of Fire 43: Bad Blood. Baroni dominou Holland no primeiro round, derrubando Holland múltiplas vezes e soltando socos que abriram um corte sobre a sobrancelha esquerda de Holland. Baroni estava visivelmente cansado no segundo round e foi abalado por múltiplos cruzados de Holland, Baroni acabou perdendo por nocaute técnico.

### ONE Fighting Championship
Em 18 de Julho foi anunciado que Baroni enfrentaria Yoshiyuki Yoshida no ONE FC: Champion vs. Champion no Estádio Interno da Singapura em 3 de Setembro. Baroni perdeu a luta por decisão unânime. Após a luta Baroni fez uma cirurgia em uma lesão do ombro que o afetava desde a faculdade.
Baroni era esperado para enfrentar Roger Huerta no ONE FC: Destiny of Warriors em 23 de Junho, mas foi retirado da luta após a derrota por nocaute técnico para Chris Holland em 2 de Junnho.
Em 31 de Agosto de 2012 Baroni enfrentou Rodrigo Ribeiro no ONE FC: Pride of a Nation. Baroni atordoou Ribiero com o primeiro soco que lançou, Baroni perseguiu o trêmulo Ribiero disparando socos fortes recuando o brasileiro; Baroni então derrubou Ribiero com uma combinação de socos e finalizou a luta com tiros de meta e socos com apenas um minuto de luta. Baroni se tornou o primeiro a nocautear Ribiero, a vitória em 60 segundos marcou a primeira vitória de Baroni por nocaute nos últimos quatro anos.
Baroni representou o ONE FC em um compartilhamento de lutador no Dream 18 em 31 de Dezembro de 2012 contra Hayato Sakurai. Ele perdeu a luta por decisão unânime.
Baroni em seguida apareceu no ONE FC: Rise to Power contra Nobutatsu Suzuki. Ele perdeu a luta devido a uma lesão no tornozelo.

### Bellator MMA
Foi anunciado em 13 de Março de 2014 que havia assinado contrato com o Bellator MMA, e era esperado para fazer sua estréia contra Jesus Martinez em 2 de Maio de 2014. No entanto, Baroni foi forçado a se retirar da luta devido a uma lesão e foi substituído por Ryan Contaldi.
Baroni enfrentou Karo Parisyan em sua estréia no Bellator 122 em 25 de Julho de 2014. Ele foi derrotado por nocaute técnico no primeiro round.

### Comentarista de MMA
Desde Abril de 2009, Baroni ocasionalmente trabalha como comentarista de MMA para as organizações de MMA, Tachi Palace Fights, e a indiana Super Fight League.

## Vida Pessoal
Baroni e sua namorada casaram em 12 de Outubro de 2008. Baroni antigamente foi representado por anos pelo agente de MMA Ken Pavia, mas desde sua mudança para a American Kickboxing Academy, Baroni vem sido representado por Bob Cook e DeWayne Zinkin da Zinkin Entertainment e Sports Management. Antes de se tornar um lutador profissional, Baroni trabalhou em diversos empregos, incluindo em construções, entregando pizzas, saltando e vendedor de carros.

## Cartel no MMA
| Cartel no MMA   |             |             |
| 33 lutas        | 15 vitórias | 18 derrotas |
| Por nocaute     | 10          | 7           |
| Por finalização | 2           | 2           |
| Por decisão     | 3           | 9           |

| Res.    | Cartel | Oponente          | Método                          | Evento                           | Data       | Round | Tempo | Local                     | Notas                                   |
| ------- | ------ | ----------------- | ------------------------------- | -------------------------------- | ---------- | ----- | ----- | ------------------------- | --------------------------------------- |
| Derrota | 15-18  | Karo Parisyan     | TKO (socos)                     | Bellator 122                     | 25/07/2014 | 2     | 2:06  | Temecula, California      | Estréia no Bellator.                    |
| Derrota | 15–17  | Nobutatsu Suzuki  | TKO (socos)                     | ONE FC: Rise to Power            | 31/05/2013 | 1     | 4:17  | Pasay City                |                                         |
| Derrota | 15–16  | Hayato Sakurai    | Decision (unânime)              | Dream 18                         | 31/12/2012 | 3     | 5:00  | Tóquio                    |                                         |
| Vitória | 15–15  | Rodrigo Ribeiro   | TKO (tiros de meta e socos)     | ONE FC: Pride of a Nation        | 31/08/2012 | 1     | 1:00  | Manila                    |                                         |
| Derrota | 14–15  | Chris Holland     | TKO (socos)                     | Ring of Fire 43: Bad Blood       | 02/06/2012 | 2     | 2:50  | Denver, Colorado          |                                         |
| Derrota | 14–14  | Yoshiyuki Yoshida | Decisão (unânime)               | ONE FC: Champion vs. Champion    | 03/09/2011 | 3     | 5:00  | Kallang                   |                                         |
| Vitória | 14–13  | Nick Nolte        | Decisão (unânime)               | Titan Fighting Championships 17  | 25/03/2011 | 3     | 5:00  | Kansas City, Kansas       |                                         |
| Derrota | 13–13  | Brad Tavares      | KO (joelhadas e socos)          | UFC 125                          | 01/01/2011 | 1     | 4:20  | Las Vegas, Nevada         | Luta no Peso Médio.                     |
| Derrota | 13–12  | Amir Sadollah     | Decisão (unânime)               | UFC 106                          | 21/11/2009 | 3     | 5:00  | Las Vegas, Nevada         |                                         |
| Derrota | 13–11  | Joe Riggs         | Decisão (unânime)               | Strikeforce: Lawler vs. Shields  | 06/06/2009 | 3     | 5:00  | St. Louis, Missouri       |                                         |
| Vitória | 13–10  | Olaf Alfonso      | Decisão (unânime)               | PFC 10: Explosive                | 27/09/2008 | 3     | 5:00  | Lemoore, California       |                                         |
| Vitória | 12–10  | Ron Verdadero     | TKO (socos)                     | ICON Sport: Hard Times           | 02/08/2008 | 1     | 0:51  | Honolulu, Hawaii          | Peso Casado (175 lb) bout               |
| Vitória | 11–10  | Scott Jansen      | KO (soco)                       | Cage Rage 27                     | 12/07/2008 | 1     | 3:20  | Londres                   | Welterweight debut                      |
| Derrota | 10–10  | Joey Villaseñor   | TKO (socos)                     | EliteXC: Primetime               | 31/05/2008 | 1     | 1:11  | Newark, New Jersey        | Luta no Peso Médio.                     |
| Derrota | 10–9   | Kala Hose         | TKO (socos)                     | ICON Sport: Baroni vs. Hose      | 15/03/2008 | 5     | 1:45  | Honolulu, Hawaii          | Pelo Título Peso Médio do ICON          |
| Derrota | 10–8   | Frank Shamrock    | Finalização Técnica (mata leão) | Strikeforce: Shamrock vs. Baroni | 22/06/2007 | 2     | 4:00  | San Jose, California      | Pelo Cinturão Peso Médio do Strikeforce |
| Vitória | 10–7   | Yosuke Nishijima  | Finalização Técnica (kimura)    | Pride 32                         | 21/10/2006 | 1     | 3:20  | Las Vegas, Nevada         | Peso Casado (195 lb)                    |
| Derrota | 9–7    | Kazuo Misaki      | Decisão (unânime)               | Pride Bushido Survival 2006      | 04/06/2006 | 2     | 5:00  | Saitama                   |                                         |
| Vitória | 9–6    | Yuki Kondo        | KO (soco)                       | Pride Bushido 10                 | 02/04/2006 | 1     | 0:25  | Tóquio                    |                                         |
| Derrota | 8–6    | Ikuhisa Minowa    | Decisão (unânime)               | Pride Bushido 9                  | 25/09/2005 | 2     | 5:00  | Tóquio                    |                                         |
| Vitória | 8–5    | Ryo Chonan        | KO (soco)                       | Pride Bushido 8                  | 17/07/2005 | 1     | 1:40  | Nagoya                    |                                         |
| Vitória | 7–5    | Ikuhisa Minowa    | TKO (pisões)                    | Pride Bushido 7                  | 22/05/2005 | 2     | 2:04  | Tóquio                    |                                         |
| Vitória | 6–5    | Chris Cruit       | Finalização (chave de braço)    | Extreme Fighting Challenge 11    | 05/03/2005 | 2     | N/A   | Columbus, Ohio            |                                         |
| Derrota | 5–5    | Pete Sell         | Finalização (guilhotina)        | UFC 51                           | 05/02/2005 | 3     | 4:19  | Las Vegas, Nevada         |                                         |
| Derrota | 5–4    | Evan Tanner       | Decisão (unânime)               | UFC 48                           | 19/06/2004 | 3     | 5:00  | Las Vegas, Nevada         |                                         |
| Derrota | 5–3    | Evan Tanner       | TKO (socos)                     | UFC 45                           | 21/11/2003 | 1     | 4:42  | Uncasville, Connecticut   |                                         |
| Derrota | 5–2    | Matt Lindland     | Decisão (unânime)               | UFC 41                           | 28/02/2003 | 3     | 5:00  | Atlantic City, New Jersey |                                         |
| Vitória | 5–1    | Dave Menne        | KO (socos)                      | UFC 39                           | 27/09/2002 | 1     | 0:18  | Uncasville, Connecticut   |                                         |
| Vitória | 4–1    | Amar Suloev       | TKO (socos)                     | UFC 37                           | 10/05/2002 | 1     | 2:55  | Bossier City, Louisiana   |                                         |
| Derrota | 3–1    | Matt Lindland     | Decisão (majoritária)           | UFC 34                           | 02/11/2001 | 3     | 5:00  | Las Vegas, Nevada         |                                         |
| Vitória | 3–0    | Robert Sarkozi    | TKO (socos)                     | WMMAA 1: MegaFights              | 10/08/2001 | 1     | 1:05  | Atlantic City, New Jersey |                                         |
| Vitória | 2–0    | Curtis Stout      | Decisão (unânime)               | UFC 30                           | 23/02/2001 | 2     | 5:00  | Atlantic City, New Jersey |                                         |
| Vitória | 1–0    | John Hayes        | TKO (socos)                     | Vengeance at the Vanderbilt 9    | 05/08/2000 | 1     | 0:35  | Plainview, New York       |                                         |